# Dipodinae

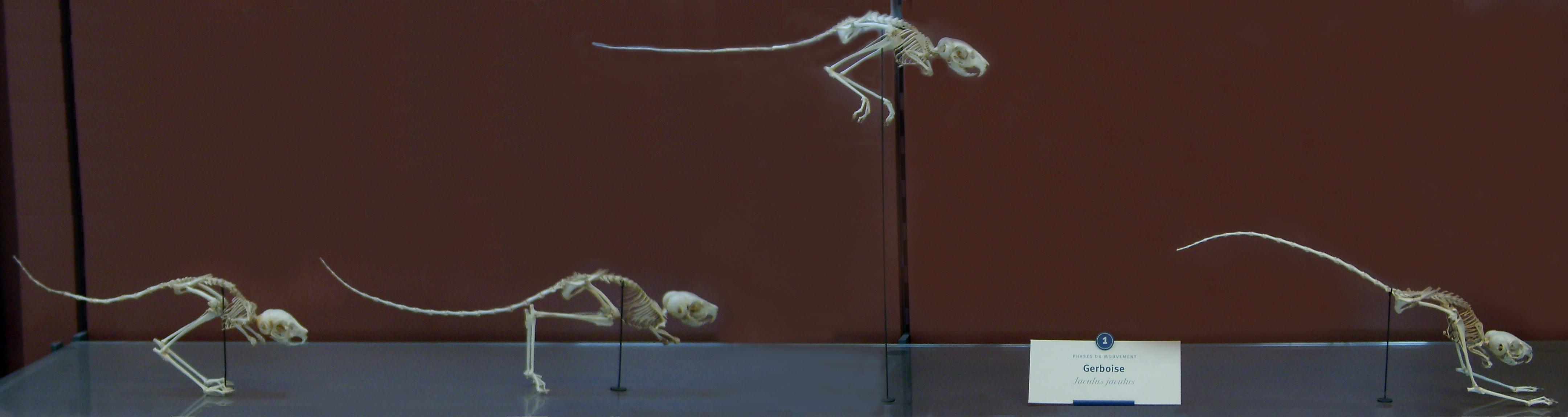
Esqueletos de Jaculus jaculus montados para mostrar la secuencia de salto, Muséum national d'histoire naturelle, París.

Los dipodinos (Dipodinae) son una subfamilia de roedores miomorfos de la familia Dipodidae conocidos vulgarmente como jerbos o gerbos (del árabe يربوع yarbū' ). Son roedores saltadores que viven en la zona septentrional de África y Asia. No deben confundirse con los gerbilinos (como Meriones unguiculatus), que pertenecen a la familia Muridae.
Existen nueve especies diferentes de jerbos, distribuidas en cinco géneros, el más común y utilizado como mascota en diversos países es el jerbo de Egipto (Jaculus jaculus). A diferencia de los gerbilinos que existen 16 géneros, y más de 110 especies diferentes.
Generalmente el jerbo suele confundirse, por lo parecido de sus nombres, con el gerbillo, pero se trata de especies muy diferentes, de familias distintas, y que lo único que comparten es que pertenecen al mismo orden de los roedores. No existe una especie única llamada jerbo, pero generalmente a Jaculus jaculus se le conoce como jerbo, debido a que es el más cotizado como mascota en países como Estados Unidos, Canadá y también en Europa.

## Características
Los jerbos son similares a las ratas, pero se diferencian de éstas por sus patas traseras que son muy potentes y las utilizan para desplazarse, pudiendo llegar a tres metros en una zancada. Son comparados por su forma de desplazarse con los canguros ya que sus patas delanteras no son utilizadas para el desplazamiento. Se alimenta básicamente de semillas, insectos y vegetales. Los jerbos de África tienen 3 dedos en sus patas, a diferencia del jerbo asiático que tiene 5 dedos en sus patas. Por esta razón, los jerbos provenientes de Asia suelen ser de mayor tamaño que los de África.
Los jerbos han logrado desarrollar un sistema de defensa mediante largos saltos para escapar de sus depredadores, considerando que su hábitat natural es desértico.
Los jerbos se han popularizado como mascotas debido a su mayor longevidad (pueden llegar en cautividad a 4 o 5 años), dentro de los roedores y su carácter dócil, juguetón, pacífico y extremadamente curioso. Asimismo, con los jerbos se debe tener un cierto cuidado, ya que aunque son mascotas muy resistentes y con alta longevidad, si no se cumplen con medidas específicas de cuidado, este no sobrevivirá. En cuanto a su reproducción, pueden llegar a tener de 2 a 5 crías por camada. Un dato interesante de esta especie es que la hembra al dar a luz a sus crías volverá a quedar preñada, por lo que su ciclo de reproducción es constante.

## Taxonomía
Existen cinco géneros y nueve especies de jerbos:
- Dipus
  - Dipus sagitta
- Eremodipus
  - Eremodipus lichtensteini
- Jaculus
  - Jaculus blanfordi - jerbo Blanford
  - Jaculus jaculus - jerbo de Egipto
  - Jaculus orientalis - gran jerbo oriental
  - Jaculus bishoylus - gran jerbo egipcio
- Paradipus
  - Paradipus ctenodactylus
- Stylodipus
  - Stylodipus andrewsi
  - Stylodipus sungorus
  - Stylodipus telum

## Peligro de extinción
Existen dos especies que son consideradas amenazadas: las de cinco dedos pigmeos (clasificado vulnerable), y el de cola gruesa pigmeos (clasificada vulnerable). Muchas otras especies han sido colocados en una categoría de "menor riesgo".